# 오리사바뒤쥐
오리사바뒤쥐 또는 오리사바긴꼬리뒤쥐(Sorex orizabae)는 땃쥐과에 속하는 포유류의 일종이다. 멕시코의 연방구, 미초아칸주, 모렐로스주, 푸에블라주, 틀락스칼라주, 베라크루스주에서 발견된다.